# Venerida
Venerida är en ordning av musslor. Venerida ingår i klassen musslor, fylumet blötdjur och riket djur. Enligt Catalogue of Life omfattar ordningen Venerida 1 428 levande arter.
Överfamiljer enligt Catalogue of Life:
- Arcticoidea
- Chamoidea
- Cyrenoidea
- Glossoidea
- Hemidonacoidea
- Mactroidea
- Ungulinoidea
- Veneroidea